# اوليج ايفانوف
اوليج ايفانوف (بالروسية: Иванов, Олег Викторович)‏ (29 يوليو 1967 بموسكو في روسيا - ) هو لاعب كرة قدم روسي (وحمل سابقاً جنسية الاتحاد السوفيتي) في مركز الوسط. لعب مع سبارتاك موسكو ونادي لاهتي وهكا ونادي إيكست ‏ وFC Hämeenlinna ‏ وTampereen Pallo-Veikot ‏ ونادي إلفيس وKotkan Työväen Palloilijat ‏ وأسمرال موسكو.

## وصلات خارجية
- اوليج ايفانوف على موقع قاعدة بيانات كرة القدم.إي يو (الإنجليزية)